# Runar Bauer
Runar Bauer (født 16. oktober 1952) er en norsk håndboldspiller.
Han spillede for Kolbotn I.L. i flere år, herunder i 1982/1983 og 1983/1984-sæsonen hvor Kolbotn vandt den nationale liga. I Kolbotn havde han følgeskab af sine to yngre brødre, Vidar Bauer og Hans Edvard Bauer.
Bauer spillede 4 kampe for det norske landshold og scorede 3 mål.
I slutningen af sin karriere spillede Bauer også for Sarpsborg, som på daværende tidspunkt lå lavere i den norske liga.